# Домна (аэродром)
Домна — военный аэродром в Забайкальском крае, расположенный вблизи села Домна в 27 км юго-западнее города Читы.
На аэродроме базируется 120-й отдельный гвардейский истребительный авиационный полк, а также 266 отдельный гвардейский штурмовой авиационный полк. На вооружении полка стоят истребители Су-30СМ и штурмовики СУ-25. Также аэродром обслуживает военно-транспортные самолёты.

## История
В 1937—1938 годах личный состав авиационной эскадрильи тяжёлых бомбардировщиков ТБ-3, базирующейся в гарнизоне Домна, первым в стране проходил переучивание и осваивал самые современные по тому времени самолёты — скоростные бомбардировщики СБ.
В 1939 году 38-й скоростной бомбардировочный авиационный полк, базировавшийся на аэродроме, участвовал в военном конфликте на реке Халхин-Гол. С началом войны 22 июня 1941 года полк, имевший на вооружении 45 самолётов СБ, приступил к разборке самолётов и с 22 по 26 июня пятью эшелонами был отправлен на фронт. Командир полка Свинарёв Михаил Моисеевич (1910 — 04.08.1942 г.), полк входил в состав 28-й авиационной дивизии.
С 1930-х годов по 1962 год на территории гарнизона Домна дислоцировалась 53-я школа младших авиационных специалистов (в/ч 62542). С 1954 года командный состав и преподаватели школы готовили механиков по фотооборудованию самолётов. В начале 1962 года школа решением главного штаба ВВС переведена в город Сретенск Читинской области.
По данным о численности состава войск Забайкальского военного округа на 01.01.1939 года в Домне базировались: один из полков 67-й авиационной бригады численностью 1974 человека и 51-я войсковая разведывательная авиаэскадрилья численностью 64 человека.
В период с июля 1941 года по на аэродром перебазировался 49-й скоростной бомбардировочный авиационный полк на самолётах Пе-2. Полк готовил летные кадры для фронта, переучивал летчиков на новый тип самолёта. Также полк перегонял самолёты с завода в Иркутске на фронт. Полк принимал участие в Советско-японской войне.
После Советско-японской войны на аэродроме базировались полки из состава 297-й истребительной авиационной дивизии ПВО, выведенные из Монголии:
- 401-й истребительный авиационный полк ПВО[5] в период с 13 февраля 1947 года по 22 ноября 1950 года на самолётах Ла-7 и Ла-9.
- 938-й истребительный авиационный полк[5] в период с октября 1945 года по 4 сентября 1952 года на самолётах Як-9, Як-9У и МиГ-15.
- 939-й истребительный авиационный полк[5] в период с октября 1945 года по 4 сентября 1952 года на самолётах Як-9 и МиГ-15.

В период с октября 1945 года по март 1951 года на аэродроме располагался штаб и управление 186-й штурмовой авиационной Амурской дивизии.
С ноября 1950 года по 4 сентября 1952 года на аэродроме располагался штаб и управление 60-я истребительная авиационная дивизия ПВО.
Впоследствии на аэродроме базировалась топографическая эскадрилья под командованием подполковника Тиля, имевшая на вооружении самолёты Ил-12 и впоследствии Ан-8.
В ноябре 1950 года в составе 45-й воздушной армии Забайкальского военного округа было сформировано управление 60-й истребительной авиационной дивизии, с дислокацией в гарнизоне Домна. В новую дивизию передали 938-й и 939-й истребительные авиационные полки, которые ранее входили в 297-ю истребительную авиационную дивизию, а также вновь сформированный 211-й истребительный авиационный полк. На вооружении полков были самолёты Як-9. Целью создания этого военного формирования было усиление группировки на Дальнем востоке в связи с ухудшением военно-политической обстановки в регионе: развёртывании полномасштабных военных действий на Корейском полуострове и конфликт КНР против гоминдановских войск на Тайване. Однако уже 4 сентября 1952 года 60-я истребительная авиационная дивизия была передана в состав 54-го иак 30-й воздушной армии Прибалтийского военного округа, с перебазированием на аэродромы Калининградской области. Через год дивизия была передана в ВВС 4-го Военного морского флота, ещё через 3,5 года дивизию переподчинили ПВО, а в 1958 году — расформировали.
В связи с ухудшением отношений с Китаем в конце 1960-х годов авиационный состав базы был значительно усилен.
В 1966 году на аэродром был перебазирован 733-й бомбардировочный авиаполк из состава 32-й бомбардировочной авиадивизии 57-й воздушной армии Прикарпатского военного округа, имевший на вооружении самолёты Ил-28. После перебазирования полк переименован в отдельный: 733-й отдельный бомбардировочный авиаполк.
В июле 1971 года с аэродрома Берёза на аэродром был переброшен 120-й истребительный авиаполк на самолётах МиГ-21бис.. Позднее на авиабазу были переброшены 113-й и 125-й отдельные разведывательные авиаполки на самолётах Су-17М4. С 1973 года 114-й бап перевооружался на новые фронтовые бомбардировщики Су-24, а разведывательные авиаполки — разведывательной модификацией Су-24МР. 120-й иап в 1978 году одним из первых получил на вооружение новые истребители — МиГ-23, на которых участвовал в боевых действиях в Афганистане. С начала 1993 года полк перевооружён на МиГ-29 из бывшего 343-го ииап. В начале 1990-х 114-й бап был расформирован.
В сентябре 2015 года четыре Су-30СМ 120-го смешанного авиаполка авиабазы Домна (Читинская область) были перебазированы сначала в Моздок, а 18 сентября в сопровождении военно-транспортного самолёта Ил-76 пролетели через воздушное пространство Азербайджана, Ирана и Ирака и приземлились в Латакии, для участия в антитеррорестической операции против Исламского Государства.
Указом Президента РФ и Директивой ГШ ВВС от 28 апреля 1998 года 120-й истребительный авиационный полк и 189-й гвардейский бомбардировочный Брестский ордена Суворова авиационный полк были сформированы в 120-й гвардейский истребительный авиационный Брестский ордена Суворова полк с передачей ему почётного наименования, Боевого Знамени, ордена и формуляра 189-го гвардейского бап.
Указом Президента Российской Федерации № 639 от 8 ноября 2018 года 120 отдельному истребительному авиационному полку «за массовый героизм и отвагу, стойкость и мужество, проявленные личным составом полка в боевых действиях по защите Отечества и государственных интересов в условиях вооруженных конфликтов, и учитывая его заслуги в мирное время» присвоено наименование «гвардейский». Впредь полк именуется как 120-й отдельный гвардейский истребительный авиационный полк.

## Текущее состояние
Аэродром Домна обладает бетонной взлётно-посадочной полосой длиной около 2500 метров и шириной 44 метра, что позволяет ему принимать большинство типов боевых и военно-транспортных самолётов. Согласно спутниковым снимкам авиабазы Домна (Яндекс. Карты на 05.05.2012) на базе находятся не менее 49 истребителей МиГ-29. Прикрытие аэродрома обеспечивается комплексами ПВО «Бук».
114 бап был расформирован после 2001 года.
|  | Су-25 |

## Аварии и катастрофы
- В 1968 году при отработке техники ночного бомбометания потерпел катастрофу Ил-28. Весь экипаж старшего лейтенанта Валерия Иваненко погиб.[7]
- В 1976 году из-за нарушений техники безопасности на земле сгорел Су-24. Жертв нет[15]
- Лето 1977 год. Авария самолёта МиГ-21 при заходе на посадку. Командир экипажа капитан Никагасян.
- В 1978 году при выполнении планового полёта потерпел аварию Су-24 подполковника Зубарева. Оба члена экипажа катапультировались. Разрушений на земле нет. Официальной причиной катастрофы названо короткое замыкание в электропроводке самолёта[15].
- В 1981 году при взлёте потерпел катастрофу Су-24, экипаж катапультировался. Причиной стала ошибка экипажа, который, неверно оценив ситуацию, выключил работающие двигатели[15].
- 2 декабря 1981 года, при заходе на посадку на аэродром Домна потерпел катастрофу воздушный командный пункт Ил-22 (рег.номер СССР-75907), принадлежащий 105-й отдельной смешанной авиационной эскадрилье авиации РВСН, г. Омск. Выполнялся транспортный рейс по маршруту: Новосибирск (Толмачево) — Домна. Осуществлялась перевозка руксостава, на борту находились офицеры ВКП ракетной армии и комиссия для приемки в состав соединения в/ч 08312. Из-за неправильно выставленного давления аэродрома посадки на высотомерах ошибка составила порядка 500 метров. Самолёт столкнулся с сопкой, разрушился и сгорел. Погибли 31 человек (из 32-х что были на борту): заместитель командующего армии генерал-майор Корсун, заместитель командира дивизии полковник Серебрянский А. Л., начальник отдела кадров дивизии подполковник Голубенко Г. В., старший помощник начальника ОМУиК майор Дмитренко В. П., капитан Щербинин Ю. Б., начальник неврологического отделения госпиталя подполковник м/с Караваев А. В., подполковник Корухов В. И. и весь экипаж самолёта 5 человек. Выжил один из старших офицеров: в процессе столкновения борта с землей оторвавшийся хвостовой отсек самолёта накрыл его сверху[16].
- 5 июня 2007 года во время сложного пилотажа на малых высотах у самолёта МиГ-29УБ произошёл пожар правого двигателя. При посадке начался пожар и левого двигателя. Экипажу удалось посадить самолёт и пожар был потушен на земле. Жертв и разрушений нет, самолёт был восстановлен.[17] Экипаж в составе подполковника Алексея Окутина и капитана Альберта Хаджиярова был награждён орденами Мужества[18].
- 17 октября 2008 года потерпел аварию самолёт МиГ-29. Лётчик капитан Михаил Полоротов катапультировался, на месте падения самолёта жертв и разрушений нет[19]. Причиной была названа отказавшая гидросистема.
- 5 декабря 2008 года в результате катастрофы самолёта МиГ-29 в 6 км от КТА аэродрома погиб пилотировавший самолёт подполковник Валерьян Кокорев[20]. Причина катастрофы — разрушение киля самолёта[21].
- 6 сентября 2012 года произошла катастрофа самолёта МиГ-29 в районе аэродрома. Лётчик подполковник Альберт Хаджияров погиб, самолёт полностью разрушен[22]. Эксплуатация самолётов МиГ-29 на аэродроме Домна прекращена.

## Интересные факты
Владимир Ипполитович Стрельчевский (1903—1937), руководивший строительством аэродрома, стал вскоре жертвой сталинских репрессий. Окончил Ленинградский институт инженеров путей сообщения. До 1933 года работал начальником 27-го управления аэродромного строительства ЛенВО, с 1934 года — начальником участка военно-строительных работ № 445 ЗабВО ст. Домна. 1 мая 1937 года был арестован, а через две недели в Ленинграде у него родилась дочь. Расстрелян 11 октября 1937 года.
- Аэродром Домна широко использовался для доставки гуманитарных грузов в пострадавший от Сычуаньского землетрясения Китай. Грузы доставлялись с помощью военно-транспортных самолётов Ил-76.[1]
- Окраска, отличающая истребители Домны — акулья пасть на носу Миг-29.
- В июле 2013 года Министерство обороны объявило, что намерены списать парк всех Миг-29 и со временем заменить их на Су-30СМ.
- В ноябре-декабре 2013 года 10 Су-30СМ будут поставлены на авиабазу Домна (Забайкалье).
- В апреле 2013 года началось переучивание летного состава на самолёты Су-30СМ.
- В октябре 2014 года истребители Су-30СМ впервые заступили на боевое дежурство на аэродроме Домна.[24]
- В августе 2015 года именно с аэродрома Домна вылетели истребители-перехватчики МиГ-31БМ (ВВС ЦВО), совершившие уникальный беспосадочный перелёт до аэродром Сокола (Пермский край).[25]